# American Boy
Singles de Estelle
Wait a Minute (Just a Touch)
(2007) No Substitute Love
(2008)
Pistes de Shine
No Substitute Love More Than Friends
American Boy est un single à succès de la chanteuse britannique Estelle en duo avec le rappeur et producteur américain Kanye West. Le titre a été composé par Will.i.am des Black Eyed Peas. Il reprend le sample du morceau Impatient sur l'album Songs About Girls de  Will.i.am. Elle est nommée au Grammy Award de la chanson de l'année.

## Versions

### CD1: Royaume uni
1. American Boy (Version Radio)

### CD2: Royaume uni
1. American Boy (Version Explicite)
2. Life to Me
3. American Boy (Clip)

### iTunesRemixes (EP)
1. American Boy (ThisIsTheRemix) feat. Poundz
2. American Boy (TS7 Remix)
3. American Boy (TS7 Remix Radio Edit)
4. American Boy (Soulseekerz Club Remix)
5. American Boy (Soulseekerz Dub Remix)
6. American Boy (Soulseekerz Radio Remix)

## Classements
| Classement (2008-09)                    | Meilleure position |
| --------------------------------------- | ------------------ |
| Australie (ARIA)                        | 3                  |
| Autriche (Ö3 Austria Top 40)            | 7                  |
| Belgique (Flandre Ultratop 50 Singles)  | 1                  |
| Belgique (Wallonie Ultratop 50 Singles) | 4                  |
| Canada (Canadian Hot 100)               | 9                  |
| Danemark (Tracklisten)                  | 3                  |
| États-Unis (Billboard Hot 100)          | 9                  |
| France (SNEP)                           | 3                  |
| Irlande (IRMA)                          | 2                  |
| Italie (FIMI)                           | 3                  |
| Norvège (VG-lista)                      | 10                 |
| Nouvelle-Zélande (RMNZ)                 | 5                  |
| Pays-Bas (Single Top 100)               | 5                  |
| Royaume-Uni (UK Singles Chart)          | 1                  |
| Royaume-Uni (UK R&B Chart)              | 1                  |
| Suède (Sverigetopplistan)               | 14                 |
| Suisse (Schweizer Hitparade)            | 5                  |

## Reprise
Le titre est repris en 2010 dans une version reggae par Bost & Bim en collaboration avec Brisa Roché et  Lone Ranger et nommée "Jamaican Boy".
Le titre est repris dans une version folk par le groupe Cocoon en 2011.
La chanson a été reprise par la série télé "Glee" pour le dernier épisode de la saison 5, diffusé le 13 mai 2014, par les acteurs Darren Criss et Chris Colfer.

## Cinéma
La chanson est présente dans le film français Play (2019).